# ريفيفال (ألبوم)
ريفيفال (بالإنجليزية: Revival)‏ (بالعربية: إحياء)، هو ثاني ألبوم استوديو للفنانة الأمريكية سيلينا غوميز، وقد تم إصداره في 9 أكتوبر 2015 برعاية إنترسكوب ريكوردز و بوليدور. ويحتوي الألبوم 11 أغنية أبرزها (Good for You) و (Me & the Rhythm).